# La Muette de Portici
Personnages
- Alphonse, fils du vice-roi de Naples (ténor)
- Elvire, sa fiancée (soprano)
- Masaniello, un pêcheur (ténor)
- Fenella, sa sœur (danseuse)
- Pietro, ami de Masaniello (basse)
- Borella, ami de Masaniello (basse)
- Moreno, ami de Masaniello (basse)
- Lorenzo, confident d'Alphonse (ténor)
- Selva, officier (basse)
- Dame de compagnie d'Elvire (soprano)

La Muette de Portici est un opéra en cinq actes de Daniel-François-Esprit Auber, sur un livret d'Eugène Scribe et Germain Delavigne, créé le 29 février 1828, à l'Opéra Le Peletier, où il connut un succès très important avec plus de cent représentations la première année.
La Muette de Portici exalte le sentiment de la patrie et celui de la liberté à travers une fresque du peuple napolitain qui s'était révolté contre le joug espagnol au XVIIe siècle. Portici est le nom d'un port de pêche dans les faubourgs de Naples. Le rôle-titre de la Muette est – paradoxalement pour un opéra – tenu par un mime ou une danseuse. Le nom de cette muette, Fenella, est celui d'une sourde et muette dans Peveril du Pic, roman de Walter Scott paru en 1823. Mais les deux histoires ne présentent aucune ressemblance.
La Muette de Portici eut un rôle majeur dans l'émergence du grand opéra. L'œuvre fut jouée 505 fois à Paris jusqu'en 1882, et 285 fois à Berlin avant 1898. Elle est aujourd'hui tombée dans l'oubli, sauf de rares tentatives restées sans lendemain, comme à Marseille en 1991 et à Paris (Opéra Comique) en 2012. En 1991 néanmoins, l'œuvre a été montée avec grand succès à Ravenne (en plein air dans les remparts de la forteresse Brancaleone) : une production de Micha van Hoecke, dirigée par Patrick Fournillier et réunissant José Sempere, Tiziana Fabriccini, William Shimmel, Diego D’Auria et  Fenella de Marzia Falcon.  En revanche, l'ouverture reste encore extrêmement populaire en concert.
C'est durant la représentation du 25 août 1830 à Bruxelles de La Muette de Portici, donnée en l'honneur de l'anniversaire de Guillaume Ier des Pays-Bas, qu'éclate l'insurrection de 1830 dans les Pays-Bas méridionaux, premier épisode de la révolution belge qui, quelques semaines plus tard, conduit à l'indépendance de la Belgique le 4 octobre. Cet événement est encore évoqué lors du cortège dominical de la ducasse d'Ath au cours duquel le groupe du Canon du Mont Sarah chante l'air « Amour sacré de la Patrie », accompagné par la foule.

## Personnages

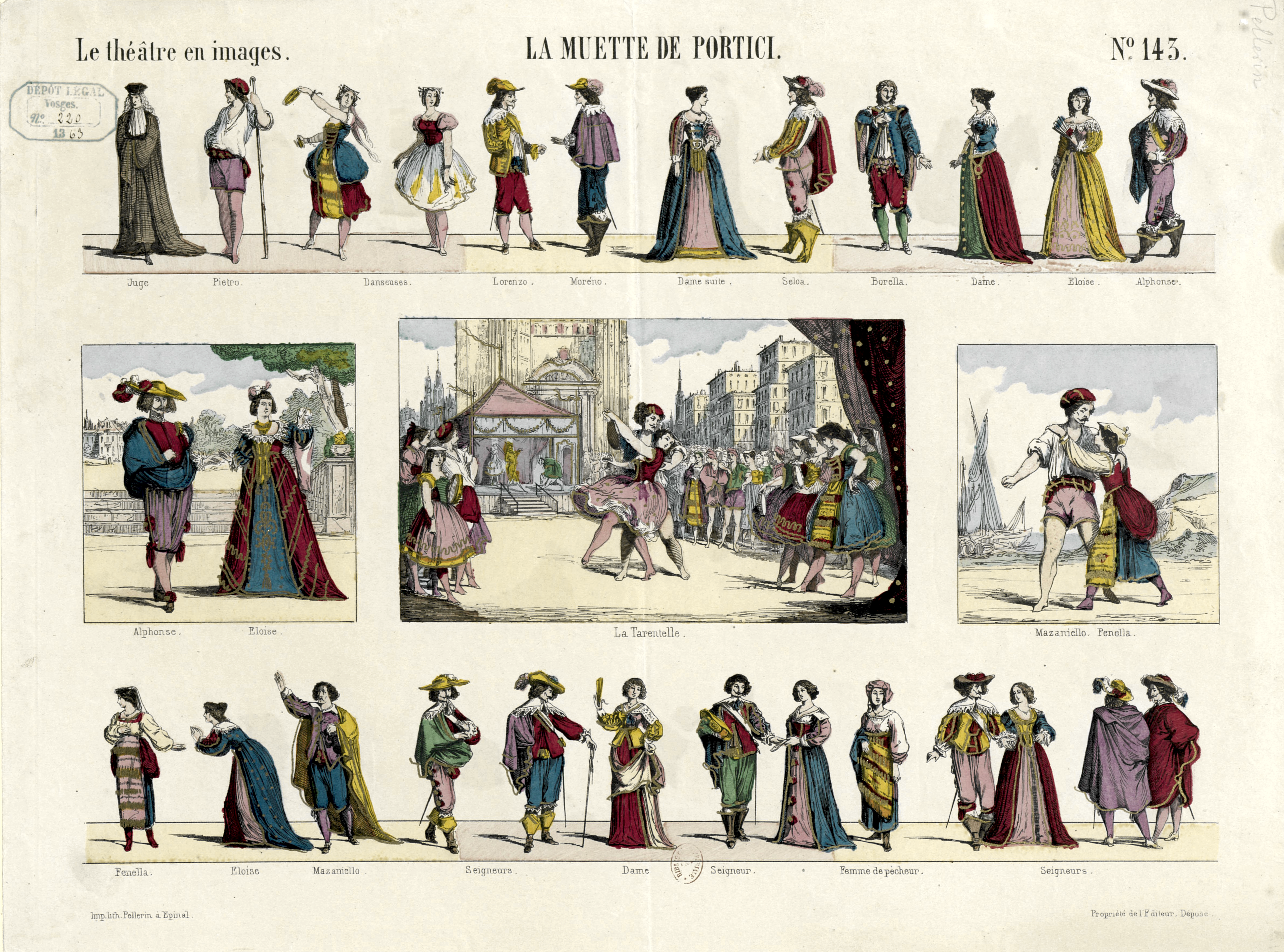
Estampe de Pellerin pour Le théâtre en images no 143.

| Rôle                                 | Typologie vocale      | Distribution de la création (29 février 1828) |
| ------------------------------------ | --------------------- | --------------------------------------------- |
| Alphonse, fils du vice-roi de Naples | ténor                 | Alexis Dupont                                 |
| Elvire, sa fiancée                   | soprano               | Laure Cinti-Damoreau                          |
| Masaniello, un pêcheur               | ténor                 | Adolphe Nourrit                               |
| Fenella, sa sœur                     | danseuse              | Lise Noblet                                   |
| Pietro, ami de Masaniello            | basse                 | Henri-Bernard Dabadie                         |
| Borella, ami de Masaniello           | basse                 | Ferdinand Prévôt                              |
| Moreno, ami de Masaniello            | basse                 | Beltrame Pouilley                             |
| Lorenzo, confident d'Alphonse        | ténor                 | Jean-Étienne-August Eugène Massol             |
| Selva, officier                      | basse                 | Ferdinand Prévôt                              |
| dame de compagnie d'Elvire           | soprano               | Larotte                                       |
| Direction d'orchestre                | Direction d'orchestre | François-Antoine Habeneck                     |

## Argument
Le livret est largement fondé sur un événement historique, le soulèvement de Masaniello, pêcheur napolitain, contre le gouvernement espagnol de Naples en 1647. À l'ouverture de l'opéra, la princesse Elvire doit épouser Alphonse, fils du vice-roi espagnol. Fenella (rôle muet) dénonce ce dernier comme étant celui qui l'a séduite et enlevée. Cela provoque la colère de son frère, le pêcheur Masaniello. Celui-ci suscite avec ses amis une révolte contre l'occupation espagnole. Elvire pardonne à Alphonse, mais essaie de retrouver Fenella.
Alors que Masaniello prend le contrôle de la révolte, Alphonse et Elvire se réfugient dans une maison de pêcheur. Ils prennent un risque en demandant à Pietro, l'un des rebelles, de les protéger, mais Pietro considère Masaniello comme un traître et un tyran potentiel, et il fait le serment de l'abattre. Il empoisonne Masaniello qui, mourant, s'arrange pour sauver Elvire. Alphonse marche contre les rebelles à la tête de l'armée espagnole et récupère Elvire. À la fin de l'opéra, Fenella se jette de désespoir dans le Vésuve en éruption.

## Révolution belge de 1830

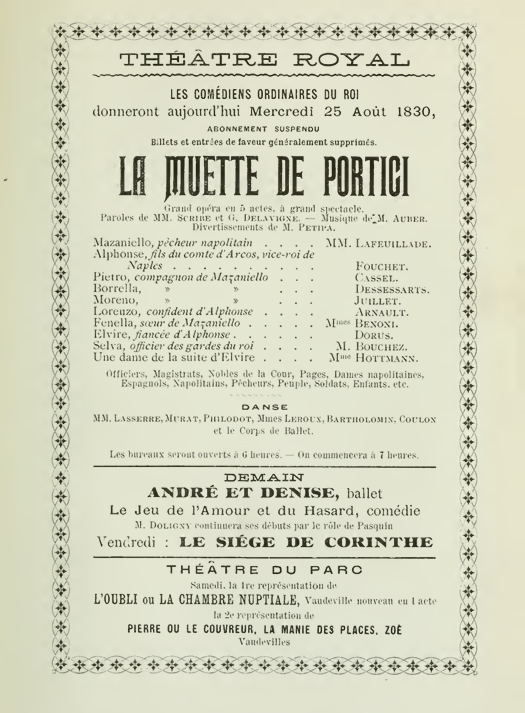
Affiche de La Muette de Portici au théâtre de la Monnaie de Bruxelles le soir du 25 août 1830. Elle déclenche les émeutes d’août 1830 à Bruxelles et la révolution belge.

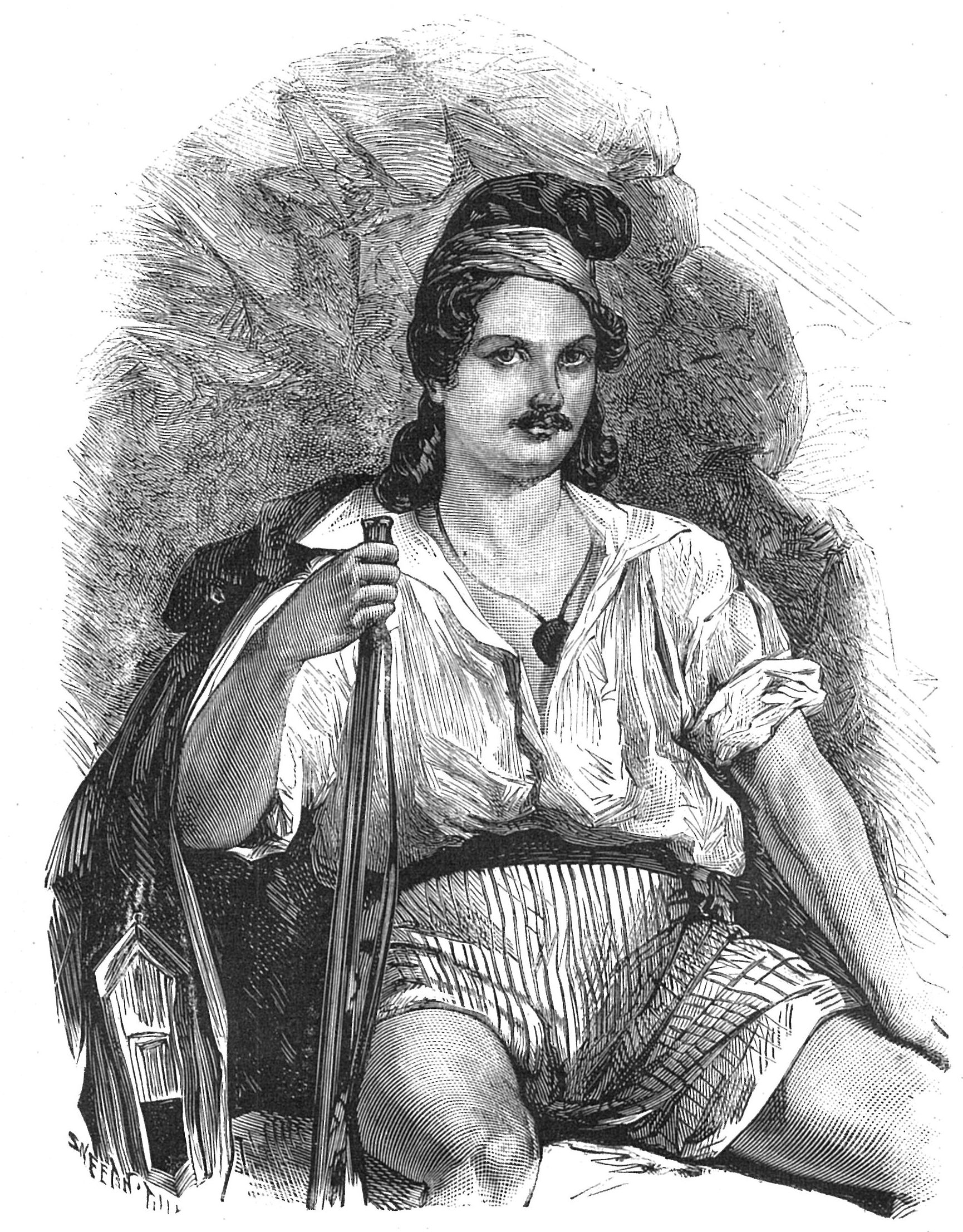
Le ténor français Jean-François Lafeuillade qui interprète Masaniello lors de la représentation de La Muette de Portici au théâtre de la Monnaie de Bruxelles le 25 août 1830 et qui déclenche la révolution belge.

La représentation de l’œuvre d'Auber est connue pour avoir déclenché les émeutes d’août 1830 à Bruxelles et, par conséquent, propagé l'insurrection de 1830 dans les Pays-Bas méridionaux, premier épisode de la révolution belge, à l'instar d'autres œuvres classiques. Celle-ci se passe quelques semaines après la deuxième Révolution française contre Charles X, dernier roi de France. En effet, le 25 août 1830, a lieu une représentation à l'occasion des 58 ans Guillaume Ier, le souverain du Royaume uni des Pays-Bas, au théâtre de la Monnaie, la deuxième ville de résidence du roi. L'assistance particulièrement nombreuse et agitée vit une similitude entre la situation du peuple belge et cette œuvre qui transporte à la scène la révolte du peuple de Naples contre la domination espagnole au XVIIe siècle.
Le duo de l'« Amour sacré de la Patrie » chanté au deuxième acte, dans la scène 2, par le ténor français Jean-François Lafeuillade (nl) qui interprète Masaniello et son ami Pietro, échauffe un public qui n'en demandait pas tant :
Mieux vaut mourir que rester misérable !
Pour un esclave est-il quelque danger ?
Tombe le joug qui nous accable
Et sous nos coups périsse l'étranger !
Amour sacré de la patrie,
Rends nous l'audace et la fierté ;
À mon pays je dois la vie ;
Il me devra sa liberté.
Au troisième acte, dans la scène 4, Masaniello, joué par le ténor français Lafeuillade, au son du tocsin, brandit une hache et chante :
Va dire aux étrangers que tu nommes tes maîtres
Que nous foulons aux pieds leur pouvoir inhumain
N'insulte plus, toi qui nous braves,
À des maux trop longtemps soufferts.
Tu crois parler à des esclaves,
Et nous avons brisé nos fers.
Le chœur reprend:
Non, plus d'oppresseurs, plus d'esclaves,
Combattons pour briser nos fers.
Les personnages se lèvent en tirant leurs armes et désarment les soldats. Le chœur chante :
Courons à la vengeance !
Des armes, des flambeaux !
Et que notre vaillance
Mette un terme à nos maux !
Lors de la représentation, les spectateurs se lèvent, répétant : « Aux armes, aux armes ! ». Ce cri courut comme une traînée de poudre dans la foule qui sortit du théâtre en hurlant : « Au National ! Au National ! ». Se répandant dans les rues, elle se dirigea vers les bureaux du journal pro-orangiste de Libry-Bagnano, rédacteur principal du journal Le National, qui soutenait les prétentions du roi Guillaume contre les Libéraux et les Catholiques belges coalisés. Ainsi commencèrent des émeutes et des pillages qui allaient durer toute la nuit et se propager dans l'ensemble des Pays-Bas méridionaux.

### Postérité
Malgré son importance historique, l'opéra est peu joué en Belgique. Il est représenté pour la dernière fois à La Monnaie en 1930 à l'occasion du centenaire de l'indépendance de la Belgique. En 2011, le projet de jouer l'opéra à La Monnaie est abandonné car il risquerait de porter un message politique pro-unitarisme : l'opéra sera donc joué à Paris.

### Adaptation cinématographique
- 1952 : La Muette de Portici (La muta di Portici) de Giorgio Ansoldi

### Discographie
- June Anderson (Elvire), Alfredo Kraus (Masaniello), John Aler (Alphonse), Jean-Philippe Lafont (Pietro), Ensemble choral Jean Laforge, Orchestre philharmonique de Monte-Carlo, Thomas Fulton (dir.)  - EMI, 1987
- Anja Van Engeland (Elvire), Alexei Grigorev (Masaniello / Alphonse), Orchestre de chambre de Flandres, Walter Proost (dir.) - Etcetera, 2005 (extraits)
- La muette de Portici: Oscar de la Torre (tenor) – Alphonse, Diego Torre (tenor) -Masaniello, Angelina Ruzzafante (soprano) – Elvire, Angus Wood (tenor) – Lorenzo, Ulf Paulsen (baritone) – Selva, Anne Weinkauf (mezzo) – Eine Holdame, Wiard Witholt (bass) – Pietro, Kostadin Arguirov (baritone) – Borella, Stephan Biener (bass) – Moreno; Opernchor des Anhaltischen Theaters, Anhaltische Philharmonie [de]/Anthony Hermus; recorded 24–26 May 2011, Großes Haus of the Anhaltisches Theater, Dessau, Germany CPO 777 694-2 [65:47 + 69:32]